# Zeschnig
Zeschnig je vesnice, místní část města Hohnstein v německé spolkové zemi Sasko. Nachází se v zemském okrese Saské Švýcarsko-Východní Krušné hory a má 122 obyvatel.

## Historie
Zeschnig byl založen během velké středověké kolonizace jako lesní lánová ves. První písemná zmínka pochází z roku 1359, kdy je vesnice uváděna jako Czesnik. Roku 1445 je uváděna jako opuštěná. V roce 1965 se sloučila se sousedním Hohburkersdorfem, spojená obec pak byla roku 1972 připojena k Rathewalde. Od roku 1994 je součástí města Hohnstein.

## Geografie
Zeschnig leží na severním okraji Saského Švýcarska na lužickém zlomu, podloží tedy tvoří pískovec a žula. Vsí protéká potok Hohburkersdorfer Bach, přítok potoka Goldflüsschen, který východně od Zeschnigu ústí zprava do Polenze.